# Johannes Zahn (Altphilologe)

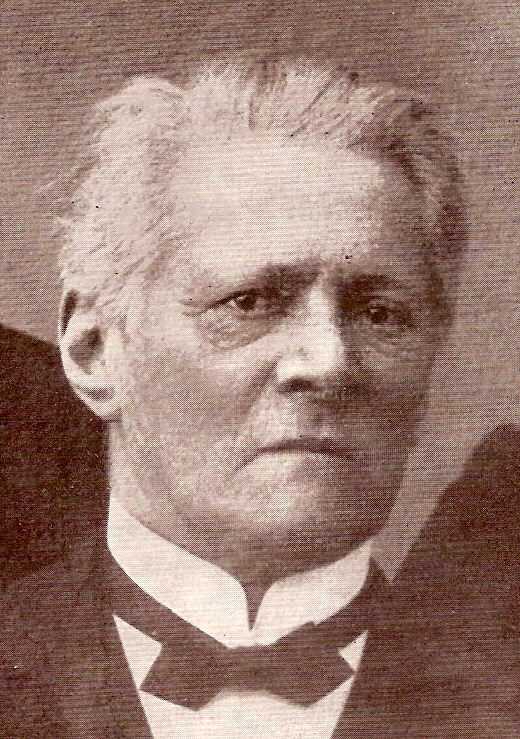
Johannes Zahn

Johannes Zahn (* 16. April 1828 in Dresden; † 13. März 1905 in Moers) war ein deutscher Altphilologe und Gymnasiallehrer. Über 30 Jahre war er Direktor des Gymnasiums Adolfinum Moers.

## Leben
Johannes Zahn war der Sohn des evangelischen Pädagogen und Direktors des Lehrerseminars in Moers, Franz Ludwig Zahn (1798–1890). Seine Mutter Anna Zahn (geb. Schlatter) (1800–1853) war eine Tochter der St. Gallener Pietistin Anna Schlatter-Bernet (1773–1826). Seine jüngeren Brüder waren der Neutestamentler Theodor Zahn und der Theologe Franz Michael Zahn.
Er besuchte das Gymnasium in Elberfeld bis zum Abitur 1845 und studierte an den Universitäten Bonn und Halle Altphilologie. In Halle wurde er 1851 zum Dr. phil. promoviert. Während seines Studiums wurde er 1845 Mitglied der Burschenschaft Fridericia Bonn und war im Sommersemester 1847 deren letzter Sprecher.
Ab 1848 unterrichtet er an einer Privatlehranstalt. 1862 trat Zahn als Lehrer am Progymnasium Adolfinum Moers an. Dort unterrichtete er bis zum Jahresende 1864 und wechselte nach Barmen (Realschule). Bis 1870 verblieb er als Lehrer in Barmen. Mit seiner Rückkehr nach Moers im Jahr 1870 wurde Zahn Direktor des Progymnasiums Adolfinum. Er läutete eine neue Zeit für das Progymnasium ein. Die Stadtverordnetenversammlung von Moers beschloss am 10. Januar 1871 für den Fall einer Umwandlung in ein Vollgymnasium einen Zuschuss von zunächst 2600 Thalern. Zahn sprach persönlich 1872 beim preußischen Kultusminister Adalbert Falk vor und per Ministererlass vom 13. März 1874 wurde aus dem Progymnasium wieder ein vollwertiges Gymnasium. Zahn hatte somit eine bedeutende Kultureinrichtung für die Stadt Moers geschaffen. Die entsprechende Aufmerksamkeit hatte Zahn als Schulleiter in der Öffentlichkeit der Stadt Moers, zumal er der Sohn des langjährigen, auch überregional anerkannten Leiters des Moerser Lehrerseminars, Franz Ludwig Zahn, war.

### Zahn als Pädagoge

Das Adolfinum zu Zeiten Zahns

Aus der reformierten Tradition kommend, war Zahn ein engagierter Verfechter des humanistischen Gymnasiums, von dem es hieß, er habe Latein ebenso gut wie Deutsch gesprochen. Er sah in Abgrenzung zu den realwissenschaftlichen Schulen das Ziel für das Adolfinum darin, eine hochwertige humanistische Bildung zu vermitteln. Entsprechend klagte er, als in den 1880er Jahren der Lateinunterricht in der Oberstufe von neun auf acht und in der Unterstufe von zehn auf neun Stunden verkürzt wurde. In dieser Zeit war es durchaus üblich, im sogenannten „Extemporale“ (aus dem Stegreif) deutsch diktierte Sätze unmittelbar in das Lateinische zu übersetzen. Eine andere Übung war die Übersetzung des Kommentars der Kölnischen Zeitung und das Abfassen eines kritischen Kommentars hierzu auf Latein.
Aus der Bevölkerung gab es eine Reihe Klagen über das hohe Anforderungsniveau der Schule. Zahn blieb in diesem Punkt sehr restriktiv, befürwortete eine strenge Auswahl der Schüler bei der Aufnahme und lehnte einen Ausbau der Schule durch Steigerung der Schülerzahl ab. Der Geist der Schule war im Übrigen von Nationalstolz und vaterländischen Gedanken geprägt. Im Vordergrund der Erziehung standen Pflicht, Anstand, Fleiß und Pietät gegenüber Vaterland und Kirche.

### Neubau des Adolfinums

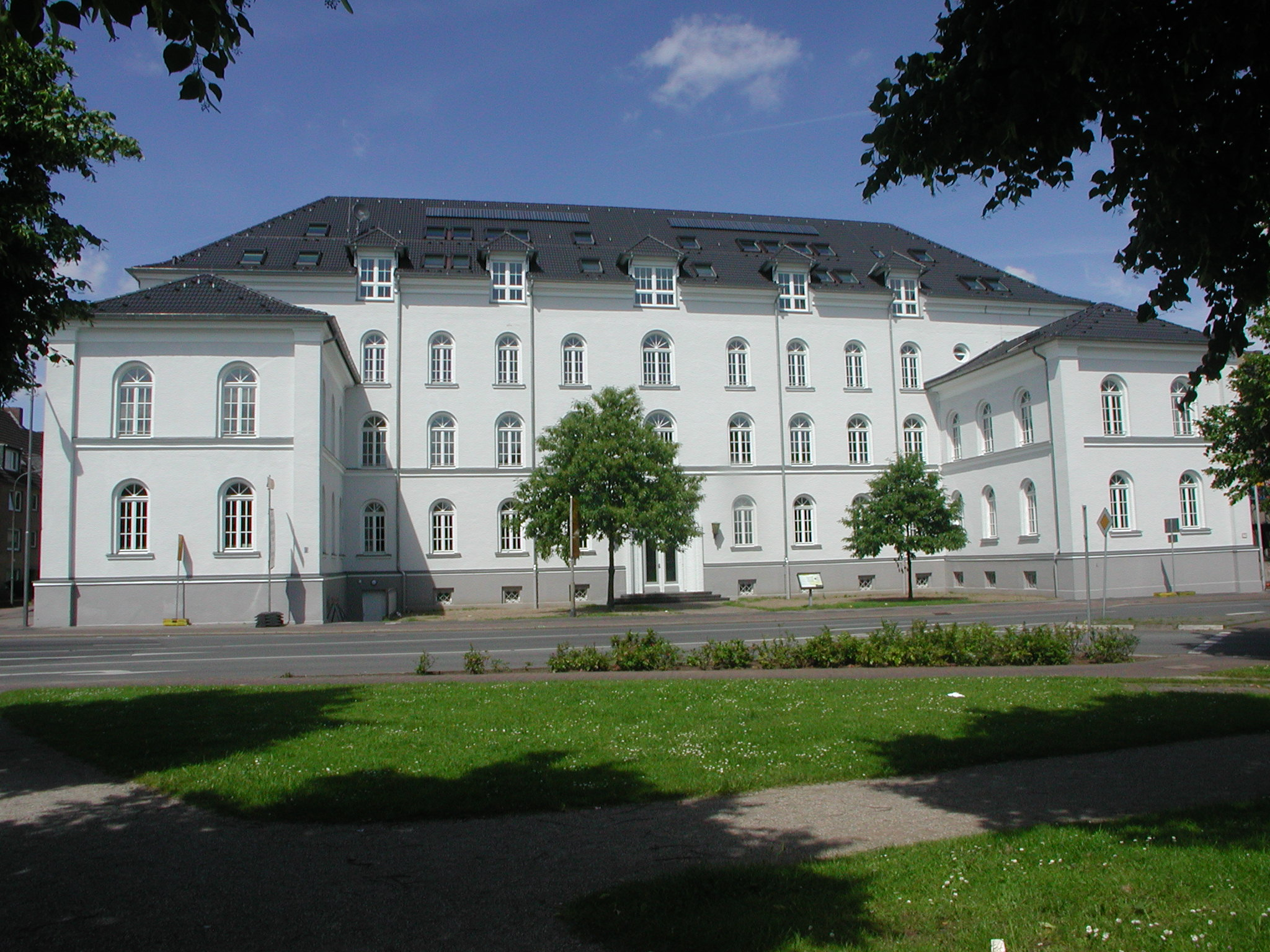
Königlich Evangelisches Gymnasium Adolfinum Moers – Neubau von 1897

1882 kam es zur Gründung eines Fonds für einen Schulneubau, da das aus sechs Klassenräumen bestehende Schulgebäude aufgrund einer Schülerzahl von ca. 180 Schülern deutlich zu klein geworden war. Die vorhandenen Mittel und die Möglichkeiten der Stadt Moers reichten jedoch für einen Neubau nicht aus, so dass Verhandlungen mit den Schulbehörden über eine Verstaatlichung geführt werden sollten. Einer Verstaatlichung des Adolfinum stand Zahn jedoch kritisch gegenüber, da er den Verlust des kirchlichen Einflusses auf die Auswahl der Lehrer und der Unterrichtsinhalte befürchtete. 1893 ging das Adolfinum dann dennoch in den Besitz des preußischen Staates ohne dabei aber den evangelischen Charakter der Schule zu verlieren. Bis zu seinem Ruhestand 1900 blieb Zahn Rektor des Adolfinum.
Mit 77 Jahren gestorben, wurde Johannes Zahn auf dem Privatfriedhof der Familie Zahn in Moers beigesetzt.

## Veröffentlichungen (Auswahl)
- Betrachtungen über den Bau der homerischen Reden. 1. Teil. Barmen 1867 (Digitalisat).
- Betrachtungen über den Bau der homerischen Reden. 2. Teil. Barmen 1868.
- Statistische Mitteilungen über das Gymnasium Adolfinum seit 1821. In: Festschrift zur 300-jährigen Jubelfeier am 10. und 11. August 1882. Moers 1882. S. 55–68.
- Die Einweihung des neuen Gymnasialbaus für das Königlich evangelische Gymnasium Adolfinum zu Moers. Moers 1897.
- Bericht über die Feier des 25-jährigen Amtsjubiläums des Gymnasiallehrers Konrad Günther. In: Programm Gymnasium Moers 1897, S. 11–13.